# タラッソメドン
タラッソメドン Thalassomedon （古代ギリシャ語で「海の支配者」の意）は、エラスモサウルス類に分類される首長竜の属の一つ。サラッソメドン、タラソメドンとも表される。

## 概要

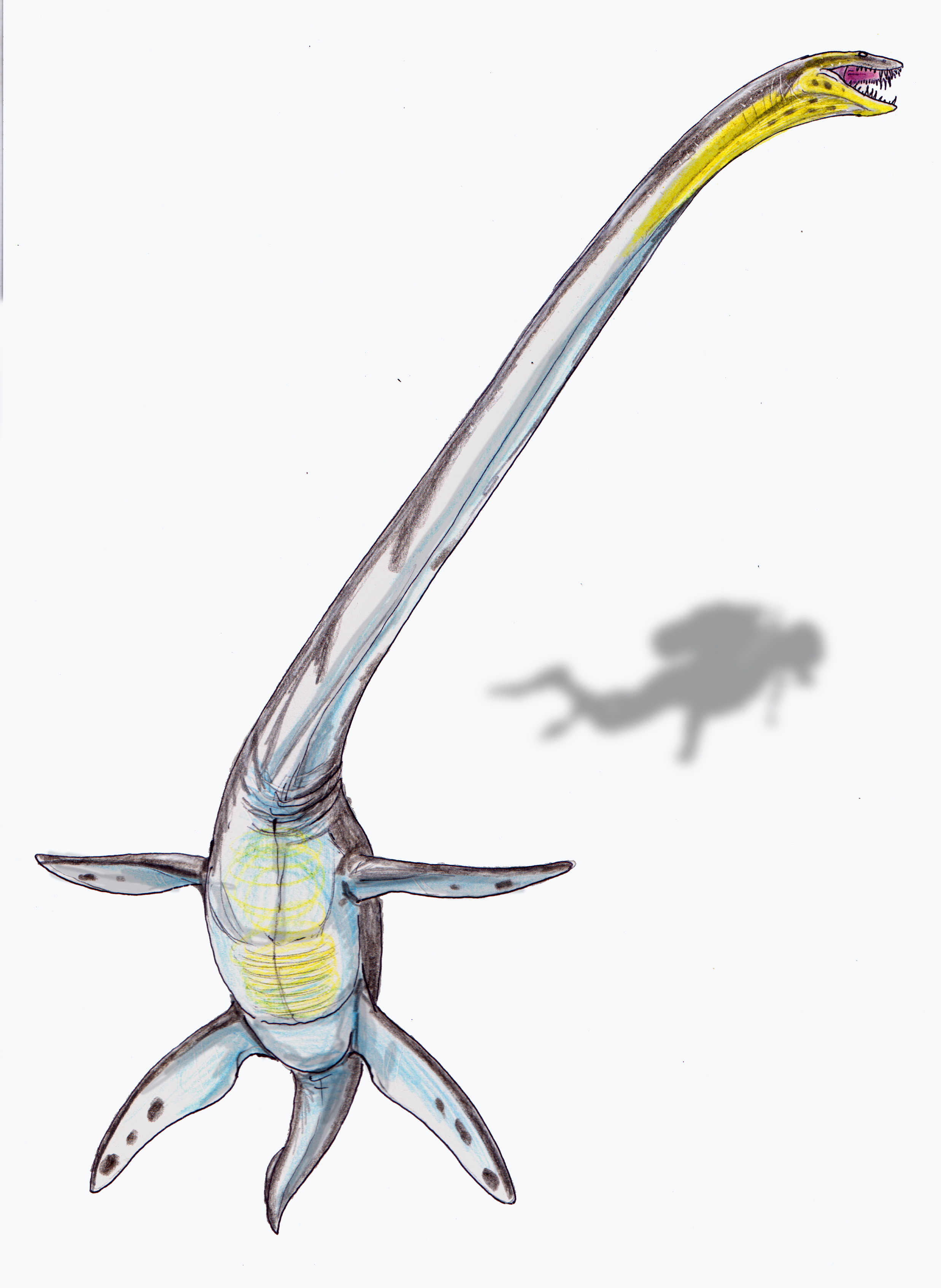
復元図

タラッソメドンは最大級のエラスモサウルス類で、ホロタイプの全長は10.86mである。より大きな頭骨が発見されており、その個体の全長は11.7mほどだったかもしれない。首も非常に長く、頚椎は62個あり、約5.9mの長さで全長の半分を占める。 長い歯を備えた頭骨は47cmである。鰭状の四肢は1.5～2mである。腹に相当するところから石が見つかっているが、これはバラスト、あるいは消化を助ける胃石として利用していたと考えられている。

## 発見

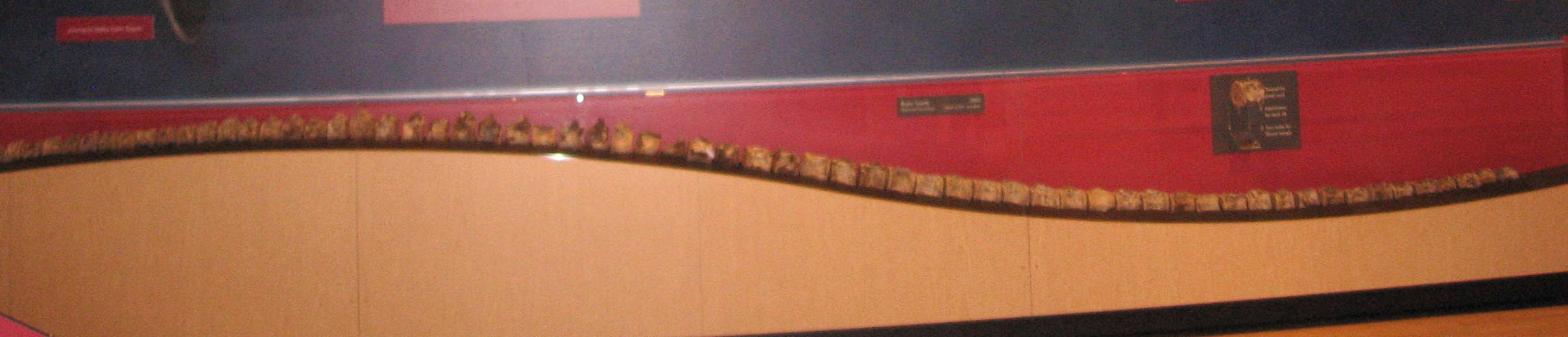
頚椎

本属は約9500万年前（セノマニアン期）の北米に生息していた。エラスモサウルスに近縁で、共にエラスモサウルス類を構成する。アメリカ合衆国の様々な州から6個体分の標本が見つかっており、別々の博物館に展示されている。